# Hesensko-Kasselsko
Hesensko-Kasselsko (německy Hessen-Kassel) byl německý stát, který existoval od roku 1567 do roku 1866. Vznikl roku 1567 rozdělením Hesenského lankrabství mezi syny lankraběte Filipa I., tzv. Dolní Hesensko neboli Hesensko-Kasselsko získal nejstarší syn Vilém IV. V roce 1803 bylo Napoleonem povýšeno na říšské kurfiřtství. Tzv. Hesenské kurfiřtství (Kurfürstentum Hessen) se již roku 1806 stalo součástí napoleonovského Vestfálského království. Obnoveno bylo až po Napoleonově porážce v roce 1813. Definitivně zaniklo v roce 1866, kdy bylo po rakouské prohře v prusko-rakouské válce (jako spojenec Rakouska) připojeno k Prusku. Metropolí bylo město Kassel a podle něj nesla také země svůj název.

## Historie

### Vznik
Hesensko-Kasselsko vzniklo v roce 1567, kdy bylo po smrti hesenského lankraběte Filipa I. rozděleno Hesenské lankrabství mezi jeho 4 syny a nejstarší Vilém získal severní část jako lankrabství Hesensko-Kasselsko (nebo Hesensko-Casselsko). Tím se také rod rozdělil do jednotlivých linií.

### Lankrabství
Lankrabství Hesensko-Kasselsko se rozšířilo v roce 1604, kdy lankrabě Mořic zdědil Hesensko-marburské lankrabství od svého bezdětného strýce Ludvíka IV. (1537–1604).
V roce 1720 se stal švédským králem Fridrich I. (1676–1751), třetí syn hesensko-kasselského lankraběte Karla (1654–1730) a jeho manželky Marie Amálie Kuronské (1653–1711).
Fridrich se 10 let od své korunovace stal v roce 1730 i hesensko-kasselským lankrabětem; lankrabství Hese-Kassel tak bylo v letech 1730–1751 v personální unii se Švédskem. Jak králem, tak lankrabětem zůstal Fridrich až do své smrti v roce 1751, ve skutečnosti však vládl v Kasselu králův mladší bratr Vilém VIII., který lankrabství i zdědil. Ve Švédsku však po smrti bezdětného Fridricha nastoupil na královský trůn Adolf Fridrich z rodu Holstein-Gottorp.
V průběhu 17. století, byla lankrabství vnitřně rozdělené pro dynastické účely, na území bez alodiálních práv:
- Lankrabství Hesensko-Rotenburg (1627–1834)
- Lankrabství Hesensko-Wanfried-(Rheinfels) (1649–1755)
- Lankrabství Hesensko-Philippsthal
- Lankrabství Hesensko-Philippsthal-Barchfeld

### Hesenské kurfiřtství

Kurfiřtství v roce 1866

Díky reorganizaci německých států a německé mediatizaci roku 1803, bylo lankrabství Hesensko-Kasselsko povýšeno na říšské kurfiřtství resp. Hesenské kurfiřtství a lankrabě Vilém IX. byl povýšen na kurfiřta. Od té doby až do zániku je Hesensko-Kasselsko známé jako Kurhessen, i když bylo stále obvykle označováno jako Hesensko-Kasselsko. Jižněji ležící Hesensko-Darmstadtsko povýšil Napoleon v roce 1806 na velkovévodství. Hesenské kurfiřtství bylo v roce 1806 připojeno k Napoleonovu Vestfálskému království, kvůli podpoře kurfiřta Viléma Prusku. Po porážce Napoleona bylo v roce 1813 obnoveno, ale v důsledku zániku Svaté říše římské v roce 1806 již nebylo kurfiřtstvím, ale označení si v názvu ponechalo z prestižních důvodů. V roce 1815 se stalo nezávislým členem Německého spolku.
V prusko-rakouské válce bylo Hesensko-Kasselsko (stejně jako Hesensko-Darmstadtsko) spojencem Rakouska, po jeho porážce v roce 1866 bylo anektováno (připojeno) k Pruskému království (na rozdíl od jižnějšího Hesenska-Darmstadtska které muselo Prusku podstoupit některá okrajová území). V rámci Pruska se stalo součástí provincie Hesensko-Nasavsko, která se skládala z bývalého Nasavského vévodství, Hesenska-Kasselska a svobodného města Frankfurt nad Mohanem.

## Seznam hesenských kurfiřtů

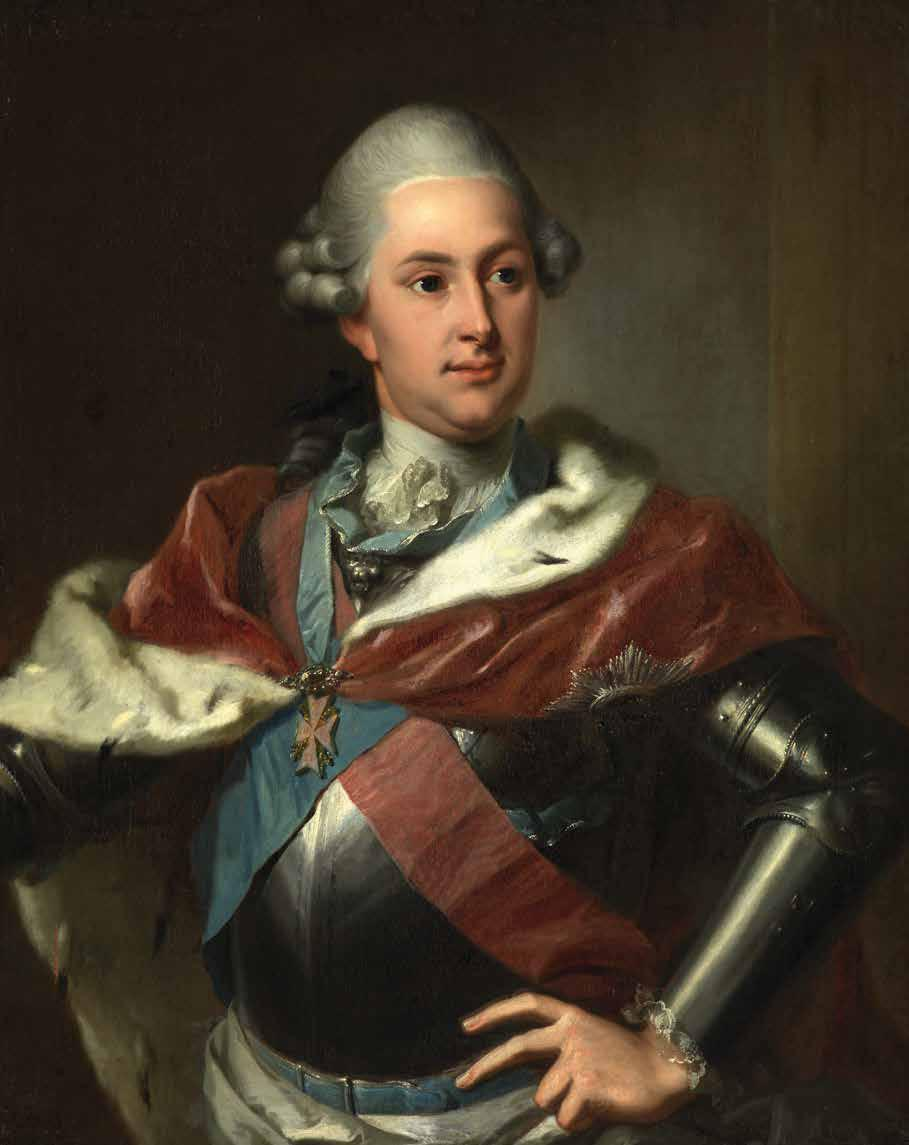
Hesenský kurfiřt Vilém I.

- Vilém I. – 1803–1821, v letech 1806–1813 v exilu;
- Vilém II. – 1821–1847;
- Fridrich Vilém – 1847–1866, od roku 1831 byl regentem za nemocného otce, v roce 1866 je kurfiřtství připojeno k Prusku;

## Symbolika

lankrabětský erb:
1736–1804
1804–1815
1815–1866

## Moderní Hesensko
Po druhé světové válce bylo Hesensko jako spolková země obnoveno v historicky největším rozsahu 19. září 1945 jako země Velké Hesensko (německy Großhessen), sloučením většiny území bývalého Lidového státu Hesenska (bez území jeho provincie Rýnské Hesensko), většinou území bývalé pruské provincie Hesenska-Nasavska (asi polovina bývalého Nasavského vévodství, bývalé svobodné říšské město Frankfurt nad Mohanem, část lankrabství Hesensko-Homburska, Kurfiřtství Hesenského (Hesensko-Kaselsko) bez jeho bývalých okresů Panství Šmalkaldského a Hrabství Schaumburgu) a většinou území bývalého Svobodného státu Waldecku.